# 메렝게

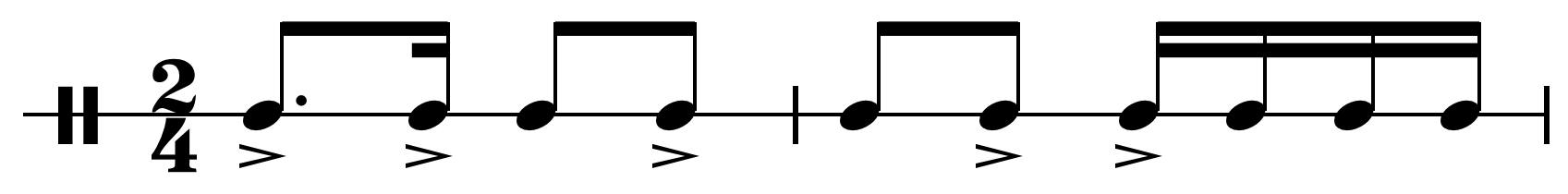
메렝게 리듬

메렝게(스페인어: Merengue)는 도미니카 공화국에서 유래한 음악 종류 중 하나이다.